# فینال‌های ان‌بی‌ای ۱۹۶۳
سری فینال‌های قهرمانی جهان ان‌بی‌ای ۱۹۶۳ مرحلهٔ قهرمانی بازی‌های حذفی ان‌بی‌ای در سال ۱۹۶۳ می‌باشد. در این رقابت لس آنجلس لیکرز، قهرمان بخش غرب و بوستون سلتیکس، قهرمان بخش شرق در یک سری بهترین از هفت (۴ برد از ۷ بازی) به مصاف هم رفتند. این هفتمین رقابت بوستون در سری فینال‌های NBA بود و این تیم با برتری ۴–۲ برابر لیکرز توانست برای ششمین بار سکوی قهرمانی ان‌بی‌ای را از آن خود کند.

## خلاصه سری
| بازی   | تاریخ    | تیم میزبان     | نتیجه         | تیم مهمان      |
| ------ | -------- | -------------- | ------------- | -------------- |
| بازی ۱ | ۱۴ آوریل | بوستون سلتیکس  | ۱۱۷–۱۱۴ (۱–۰) | لس آنجلس لیکرز |
| بازی ۲ | ۱۶ آوریل | بوستون سلتیکس  | ۱۱۳–۱۰۶ (۲–۰) | لس آنجلس لیکرز |
| بازی ۳ | ۱۷ آوریل | لس آنجلس لیکرز | ۱۱۹–۹۹ (۱–۲)  | بوستون سلتیکس  |
| بازی ۴ | ۱۹ آوریل | لس آنجلس لیکرز | ۱۰۵–۱۰۸ (۱–۳) | بوستون سلتیکس  |
| بازی ۵ | ۲۱ آوریل | بوستون سلتیکس  | ۱۱۹–۱۲۶ (۳–۲) | لس آنجلس لیکرز |
| بازی ۶ | ۲۴ آوریل | لس آنجلس لیکرز | ۱۰۹–۱۱۲ (۲–۴) | بوستون سلتیکس  |

سلتیکس برندهٔ سری ۴–۲
|                | بازی ۱ | بازی ۲ | بازی ۳ | بازی ۴ | بازی ۵ | بازی ۶ | امتیاز پایانی |
| بوستون سلتیکس  | ۱۱۷    | ۱۱۳    | ۹۹     | ۱۰۸    | ۱۱۹    | ۱۱۲    | ۴             |
| لس آنجلس لیکرز | ۱۱۴    | ۱۰۶    | ۱۱۹    | ۱۰۵    | ۱۲۶    | ۱۰۹    | ۲             |

امتیاز رنگی، امتیاز تیم میزبان و امتیاز برجسته، امتیاز تیم برنده است.

### بازی ۱
| ۱۴ |

| Rapport |

| لس آنجلس لیکرز ۱۱۴, بوستون سلتیکس ۱۱۷ |  |                      |
| امتیاز: الگین بیلور ۳۳                |  | امتیاز: Sam Jones ۲۹ |
| بوستون پیشتاز سری ۱ بر ۰              |  |                      |

### بازی ۲
| ۱۶ |

| Rapport |

| لس آنجلس لیکرز ۱۰۶, بوستون سلتیکس ۱۱۳ |  |                      |
| امتیاز: الگین بیلور ۳۰                |  | امتیاز: Sam Jones ۲۷ |
| بوستون پیشتاز سری ۲ بر ۰              |  |                      |

### بازی ۳
| ۱۷ |

| Rapport |

| بوستون سلتیکس ۹۹, لس آنجلس لیکرز ۱۱۹ |  |                    |
| امتیاز: Sam Jones ۳۰                 |  | امتیاز: جری وست ۴۲ |
| بوستون پیشتاز سری ۲ بر ۱             |  |                    |

### بازی ۴
| ۱۹ |

| Rapport |

| بوستون سلتیکس ۱۰۸, لس آنجلس لیکرز ۱۰۵ |  |                        |
| امتیاز: Tom Heinsohn ۳۵               |  | امتیاز: الگین بیلور ۳۱ |
| بوستون پیشتاز سری ۳ بر ۱              |  |                        |

### بازی ۵
| ۲۱ |

| Rapport |

| لس آنجلس لیکرز ۱۲۶, بوستون سلتیکس ۱۱۹ |  |                      |
| امتیاز: الگین بیلور ۴۳                |  | امتیاز: Sam Jones 36 |
| بوستون پیشتاز سری ۳ بر ۲              |  |                      |

### بازی ۶
| ۲۴ |

| Rapport |

| بوستون سلتیکس ۱۱۲, لس آنجلس لیکرز ۱۰۹ |  |                    |
| امتیاز: Tom Heinsohn ۲۲               |  | امتیاز: جری وست ۳۲ |
| بوستون برندهٔ سری ۴ بر ۲               |  |                    |